# La Comédienne (film)
Pour les articles homonymes, voir La Comédienne.
Pour plus de détails, voir Fiche technique et Distribution.
La Comédienne (Die Schauspielerin) est un drame romantique est-allemand réalisé par Siegfried Kühn, sorti en 1988. C'est une adaptation du roman de Hedda Zinner Arrangement mit dem Tod publié en 1984.
Avec 3 032 325 spectateurs dans les salles est-allemandes, La Comédienne est, après L'Inquiétude, le deuxième plus grand succès du cinéma est-allemand des années 1980. Il reste inédit au cinéma en France.

## Synopsis
En 1933, Maria Rheine et Mark Löwenthal montent ensemble sur les planches dans un théâtre de province et deviennent bientôt un jeune couple. Mais les lois de Nuremberg de 1935 vont venir menacer leur union, car si Maria est blonde et est jugée « racialement pure » par les lois nazies, Mark est juif.

## Fiche technique
- Titre original : Die Schauspielerin
- Titre français : La Comédienne[3]
- Réalisateur : Siegfried Kühn
- Scénario : Siegfried Kühn
- Photographie : Peter Ziesche (de)
- Montage : Brigitte Krex (de)
- Son : Klaus Heidemann
- Musique : Jimmie Cox, Frédéric Chopin, Stefan Carow
- Costumes : Katrine Cremer
- Sociétés de production : Deutsche Film AG
- Pays de production :  Allemagne de l'Est
- Langue de tournage : allemand
- Format : Couleur Orwo - 1,66:1 - 35 mm
- Durée : 86 minutes (1h26)
- Genre : Drame romantique
- Dates de sortie :
  - Allemagne de l'Est : 14 octobre 1988

## Distribution
- Corinna Harfouch : Maria Rheine
- André Hennicke : Mark Löwenthal
- Michael Gwisdek : Mario Montegasso
- Blanche Kommerell (de) : Judith Baumann
- Jürgen Watzke (de) : Stengele
- Martin Brandt (de) : le grand-père de Jalda
- Christian Steyer : l'ami de Ernst
- Gesine Laatz : Jalda